# Софія Одровонж

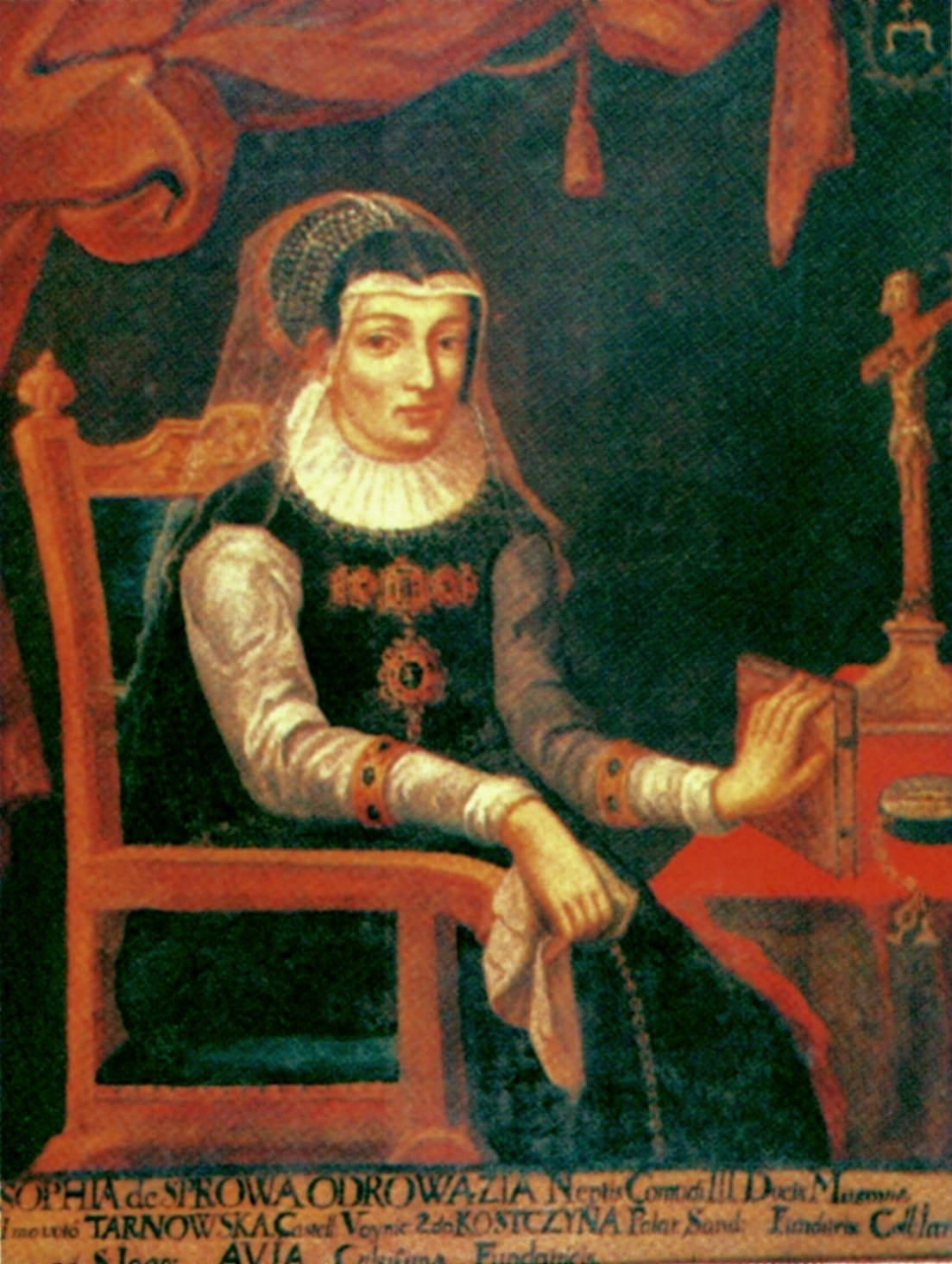
Зофія Одровонж

Софі́я Одрово́нж (пол. Zofia Odrowąż; 1540 — 1580) — представниця польської шляхти, рід Одровонжів. Родовий герб — Одровонж.

## Біографія

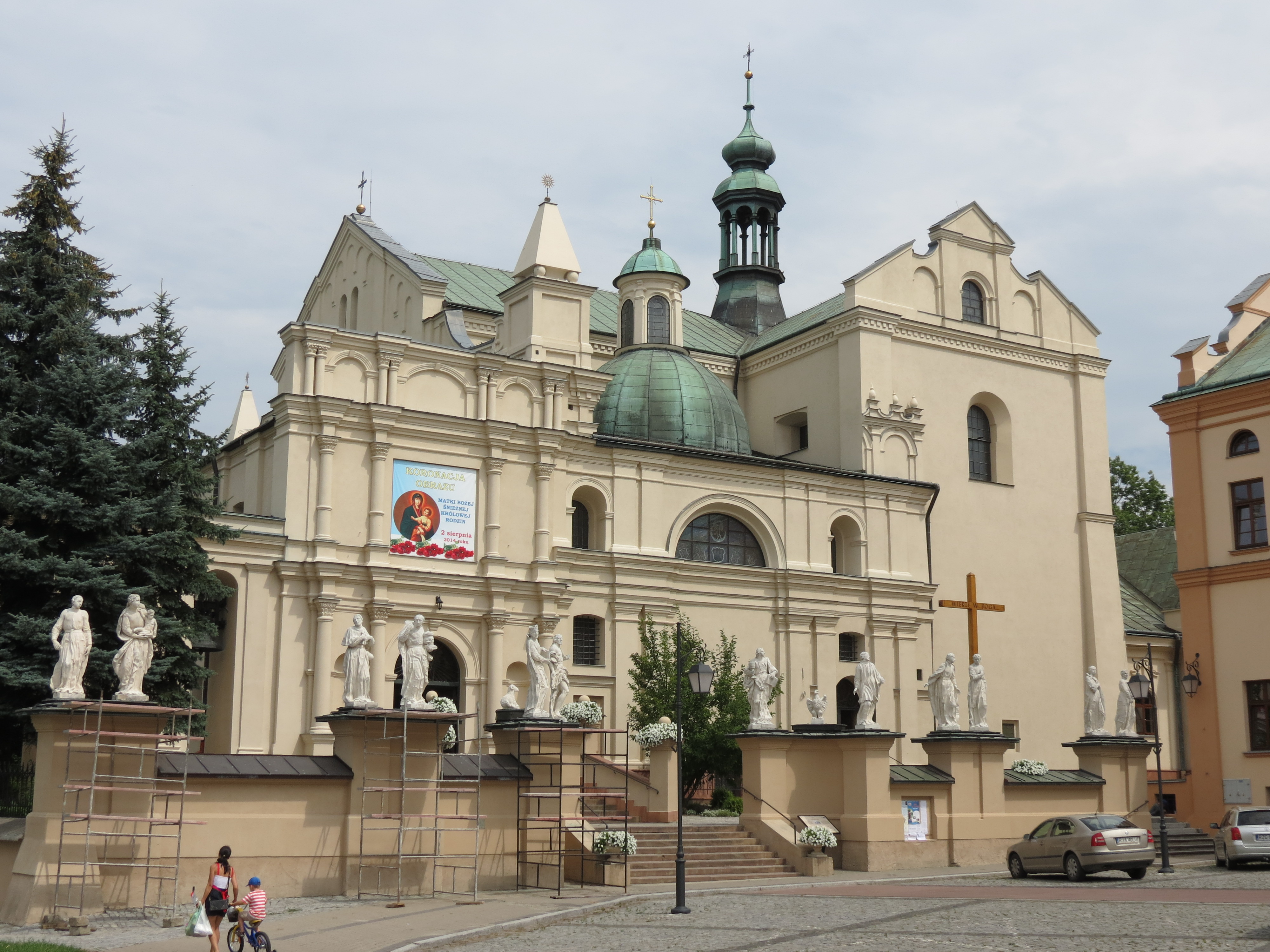
костел Божого Тіла (колишня колегіата єзуїтів)

Донька каштеляна та воєводи Станіслава Одровонжа та Анни Мазовецької з династій П'ястів.
Двічі виходила заміж. Першим її чоловіком від 1555 року був коронний гетьман Ян Криштоф Тарновський (помер 1 квітня 1567 року); дітей не мали.
Другим чоловіком від 1575 року був каштелян і воєвода Ян Костка. У другому шлюбі мала троє дітей: сина Яна та двох доньок — Анну та Катажину.
По батькові успадкувала місто Ярослав над Сяном у Перемиській землі Руського воєводства. Родове село Липівка було її віном. Фундаторка будівництва колегіати єзуїтів — костелу св. Яна (тепер парафіяльний костел Божого Тіла) в Ярославі.
Її надгробок був у костелі Тарнова.